# Förtleinsgraben
Der Förtleinsgraben ist ein rechter Zufluss der Walder Altmühl bei Gunzenhausen im mittelfränkischen Landkreis Weißenburg-Gunzenhausen in Bayern.

## Verlauf
Der Förtleinsgraben entfließt südwestlich von Steinabühl auf einer Höhe von 424 m ü. NHN einem kleinen Weiher, dem Kappelweiher, nahe am Waldrand des Birkenholzes. Er fließt beständig in östliche Richtung und durchquert eine weite Offenlandschaft am Rande der bei der Stauung des Altmühlsees versunkenen südlichen Wiesmet. Das Gewässer mündet nach einem Lauf von rund 1,6 Kilometern Länge südöstlich von Schweina auf einer Höhe von 414 m ü. NHN nahe der Badewiese am Südwestufer des Altmühlsees von rechts in die Walder Altmühl.